# Liste der Biografien/Muller, M
Liste der Biografien |
Portal Biografien |
M Personensuche
# |
A |
B |
C |
D |
E |
F |
G |
H |
I |
J |
K |
L |
M |
N |
O |
P |
Q |
R |
S |
T |
U |
V |
W |
X |
Y |
Z |
?
 
Ma |
Mb |
Mc |
Md |
Me |
Mf |
Mg |
Mh |
Mi |
Mj |
Mk |
Ml |
Mm |
Mn |
Mo |
Mp |
Mq |
Mr |
Ms |
Mt |
Mu |
Mv |
Mw |
Mx |
My |
Mz
 
Mua |
Mub |
Muc |
Mud |
Mue |
Muf |
Mug |
Muh |
Mui |
Muj |
Muk |
Mul |
Mum |
Mun |
Muo |
Mup |
Muq |
Mur |
Mus |
Mut |
Muu |
Muv |
Muw |
Mux |
Muy |
Muz
 
Mula |
Mulb |
Mulc |
Muld |
Mule |
Mulf |
Mulg |
Mulh |
Muli |
Mulj |
Mulk |
Mull |
Mulm |
Muln |
Mulo |
Mulr |
Muls |
Mult |
Mulu |
Mulv |
Mulw |
Muly |
Mulz
 
Mulla |
Mulle |
Mullg |
Mullh |
Mulli |
Mulln |
Mullo |
Mullr |
Mully
 
Mulled |
Mullej |
Mullem |
Mullen |
Muller |
Mulles |
Mulley
 
Muller, A |
Muller, B |
Muller, C |
Muller, D |
Muller, E |
Muller, F |
Muller, G |
Muller, H |
Muller, I |
Muller, J |
Muller, K |
Muller, L |
Muller, M |
Muller, N |
Muller, O |
Muller, P |
Muller, Q |
Muller, R |
Muller, S |
Muller, T |
Muller, U |
Muller, V |
Muller, W |
Muller, X |
Muller, Y |
Muller, Z |
Mullera |
Mullerb |
Mullerh |
Mullerl |
Mullerp |
Mullers |
Mullerw |
Mullery
Die Liste der Biografien führt alle Personen auf, die in der deutschsprachigen Wikipedia einen Artikel haben. Dieses ist eine Teilliste mit 206 Einträgen von Personen, deren Namen mit den Buchstaben „Muller, M“ beginnt.

## Muller, M

### Muller, Ma
- Muller, Mae (* 1997), britische SängerinMae Muller (* 1997)

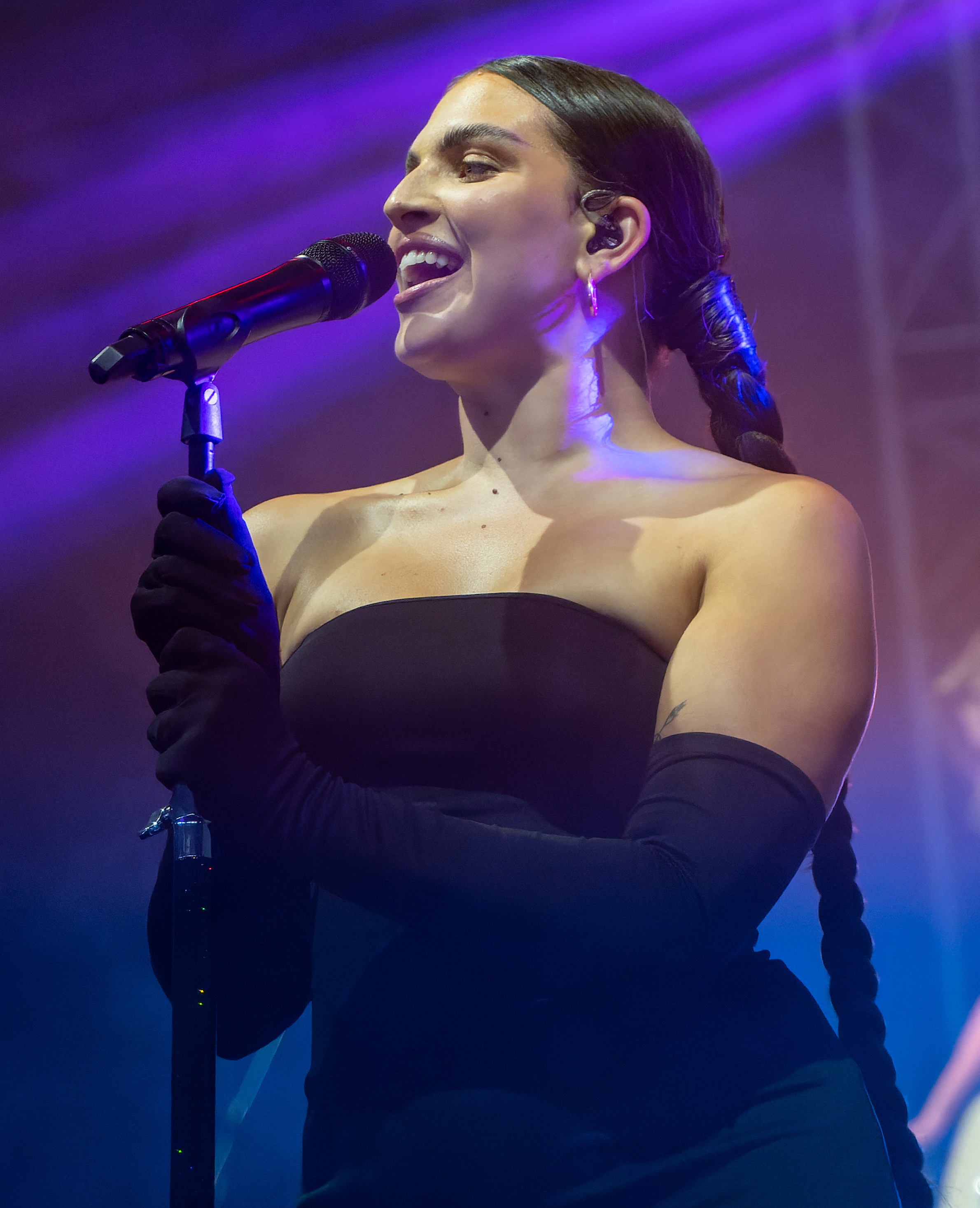
Mae Muller (* 1997)

- Müller, Magda († 2012), deutsche Fechterin
- Müller, Magdalena (1941–2004), deutsche Sport-Journalistin und Fernsehmoderatorin
- Müller, Magdalena (* 1993), deutsche Schauspielerin und Sprecherin
- Müller, Maler (1749–1825), deutscher Maler, Kupferstecher und Dichter des Sturm und Drang
- Müller, Malik (* 1994), deutscher Basketballspieler
- Müller, Malte, deutscher Opern-, Konzert- und Liedsänger (Tenor)
- Muller, Mancow (* 1966), US-amerikanischer Radio- und Fernsehmoderator, Schauspieler und Kindermodel
- Müller, Manfred (1926–2015), deutscher Geistlicher und Bischof von Regensburg
- Müller, Manfred (* 1938), deutscher Schauspieler
- Müller, Manfred (* 1939), deutscher Fußballspieler und -trainer
- Müller, Manfred (1940–2004), deutscher Journalist und Rundfunkdirektor
- Müller, Manfred (* 1941), deutscher Fußballspieler
- Müller, Manfred (1943–2025), deutscher Gewerkschafter und Politiker (parteilos), MdB
- Müller, Manfred (* 1947), deutscher Fußballtorhüter
- Müller, Manfred (* 1948), deutscher Eishockey-Trainer und ehemaliger -spieler
- Müller, Manfred (1950–2019), österreichischer Drehbuchautor und Puppenspieler
- Müller, Manfred (* 1961), deutscher Lokalpolitiker (CDU) im Kreis Paderborn
- Müller, Manfred J. (1941–2005), deutscher Geograph
- Müller, Manfred James (* 1952), deutscher Ernährungsmediziner, Internist und Gastroenterologe
- Müller, Manuel (* 1974), deutscher Diplomat
- Müller, Manuel (* 1989), deutscher Biathlet
- Müller, Manuela (* 1980), Schweizer Freestyle-Skisportlerin
- Müller, Marcel (* 1988), deutscher EishockeyspielerMarcel Müller (* 1988)

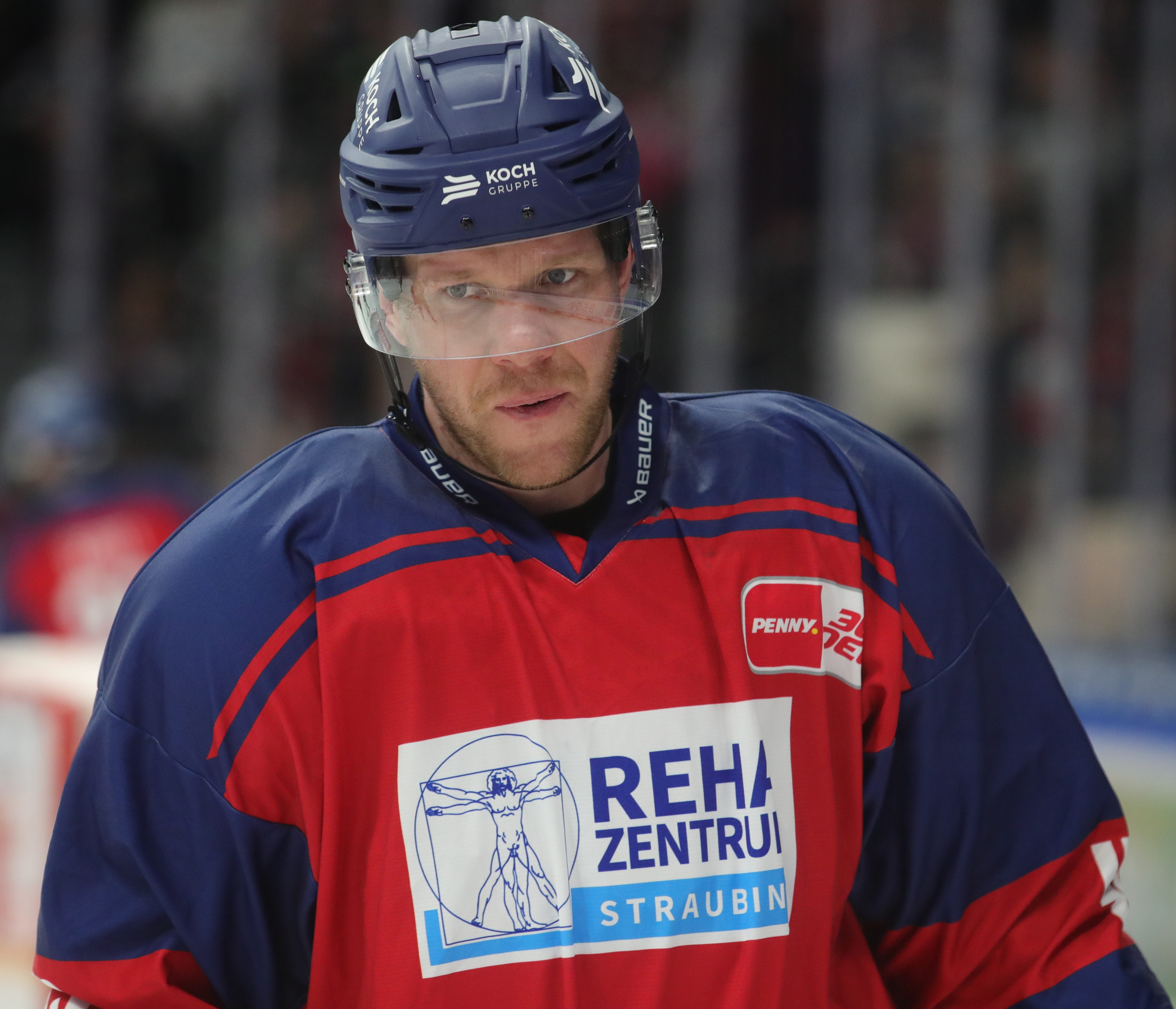
Marcel Müller (* 1988)

- Muller, Marcia (* 1944), US-amerikanische Krimischriftstellerin
- Müller, Marco (1953–2024), Schweizer Fussballspieler, Bankräuber und Ausbrecher
- Müller, Marco (* 1960), Schweizer Eishockeyspieler
- Müller, Marco (* 1970), deutscher Koch
- Müller, Marco (* 1975), deutscher Politiker (CDU) und Oberbürgermeister von Riesa
- Müller, Marco (* 1990), deutscher Eishockeyspieler
- Müller, Marco (* 1994), Schweizer Eishockeyspieler
- Müller, Marcus (* 1972), deutscher Germanist
- Müller, Marcus (* 2002), deutscher Fußballspieler
- Müller, Marcus der Ältere († 1571), Bürgermeister und Unternehmer
- Müller, Marcus Joseph (1809–1874), deutscher Orientalist und Hochschullehrer
- Müller, Mareike, deutsche Journalistin und Dokumentarfilmerin
- Müller, Mareike (* 1995), deutsche Basketballspielerin und Model
- Müller, Margarete (1887–1958), deutsche Politikerin (CDU)
- Müller, Margarete (1921–2011), deutsche Politikerin (SED), MdV und FDGB-Funktionärin
- Müller, Margarete (1931–2024), deutsche Politikerin (SED), MdVMargarete Müller (1931–2024)

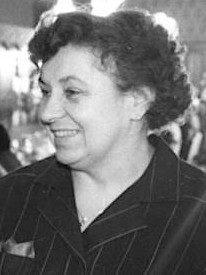
Margarete Müller (1931–2024)

- Müller, Margarete (* 1956), deutsche Managerin in der Finanzwirtschaft
- Müller, Margit (* 1952), deutsche Hockeynationalspielerin
- Müller, Maria (1894–1969), Schweizer Agrarwissenschaftlerin
- Müller, Maria (1898–1958), tschechische Opernsängerin (Sopran)
- Müller, Maria (* 1985), deutsche Ringerin
- Müller, Maria Elisabeth (* 1963), deutsche Bibliotheksdirektorin und Sozialwissenschaftlerin
- Müller, Marian (1724–1780), Schweizer Benediktiner und Fürstabt des Klosters Einsiedeln
- Müller, Marianne (1772–1851), deutsche Kinderdarstellerin, Theaterschauspielerin und Opernsängerin (Sopran)
- Müller, Marie (1847–1935), österreichische Malerin
- Muller, Marie (* 1985), luxemburgische Judoka
- Müller, Marie (* 2000), deutsche FußballspielerinMarie Müller (* 2000)

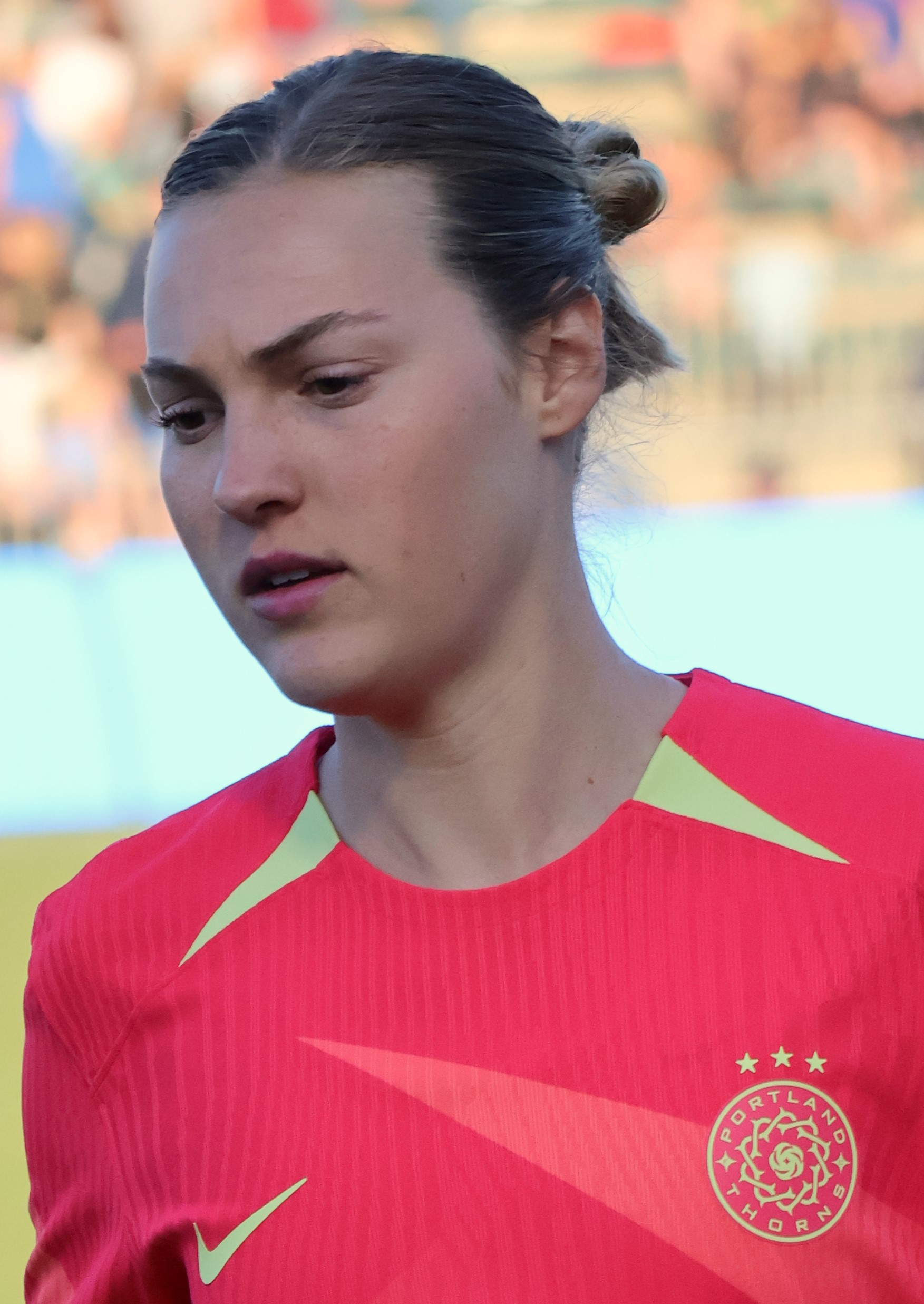
Marie Müller (* 2000)

- Müller, Marie Elisabeth (* 1966), deutsche Journalistin
- Müller, Marie Theres (* 2000), österreichische Schauspielerin
- Müller, Mario, deutscher Hockeyspieler
- Müller, Mario (* 1988), Person des Rechtsextremismus
- Müller, Mario (* 1992), deutscher Fußballspieler
- Müller, Marion (* 1973), deutsche Soziologin
- Müller, Marion Catherine (* 1979), deutsche Schauspielerin
- Müller, Marion G. (* 1965), deutsch-US-amerikanische Politik- und Medienwissenschaftlerin und Professorin
- Müller, Marius (* 1990), deutscher Fußballspieler
- Müller, Marius (* 1993), deutscher Fußballtorhüter
- Muller, Mark (* 1964), Schweizer Politiker (FDP)
- Müller, Markus (* 1950), Schweizer Diplomat
- Müller, Markus (* 1960), schweizerischer Jurist und Hochschullehrer
- Müller, Markus (* 1967), österreichischer Mediziner und HochschullehrerMarkus Müller (* 1967)

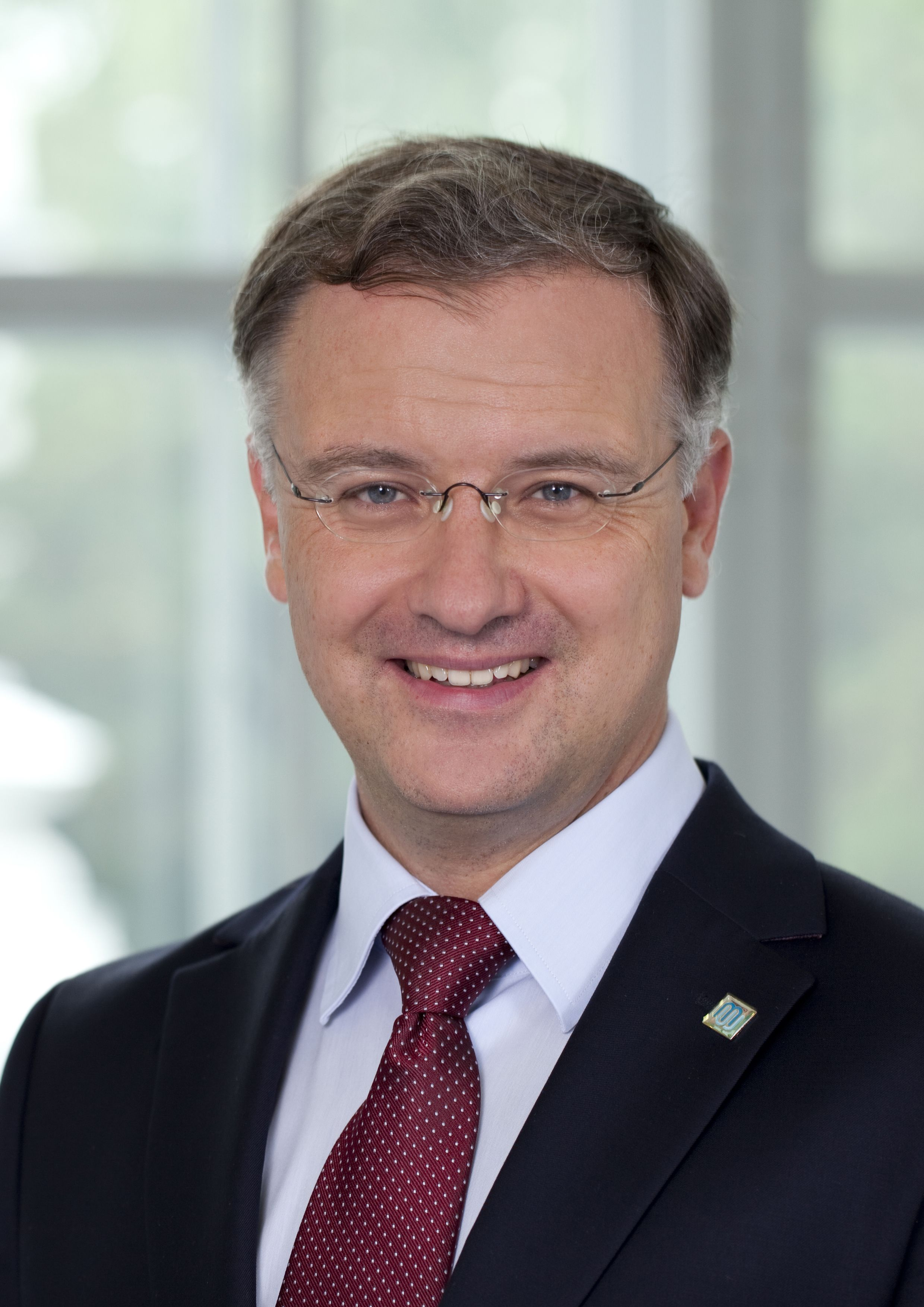
Markus Müller (* 1967)

- Müller, Markus (* 1970), Schweizer Bildhauer, Zeichner und Objektkünstler
- Müller, Markus (* 1978), deutscher Politiker (Freie Wähler Bayern), Landrat des Landkreises Dillingen an der Donau
- Müller, Markus (* 1988), deutscher Fußballspieler
- Müller, Markus (* 2002), österreichischer Skispringer
- Müller, Markus A. (* 1973), deutscher Theaterwissenschaftler und Intendant des Staatstheaters Mainz
- Müller, Markus C. (* 1973), deutscher Unternehmer und Manager
- Müller, Marlene (* 2000), deutsche Fußballspielerin
- Müller, Marlies (* 1927), deutsche Speerwerferin
- Müller, Martin, deutscher Fußballspieler
- Müller, Martin (1875–1953), deutscher Lehrer, Schuldirektor, Mitglied der Bekennenden Kirche und Sammler
- Müller, Martin (1878–1960), deutscher Mediziner, Medizinhistoriker sowie Hochschullehrer
- Müller, Martin (1878–1957), Schweizer Industrieller
- Müller, Martin (* 1885), deutscher Bildhauer
- Müller, Martin (1903–1989), deutscher evangelischer Theologe, Pfarrer sowie Kirchenpräsident
- Müller, Martin (* 1904), deutscher Tontechniker
- Müller, Martin (1915–1989), österreichischer Politiker
- Müller, Martin (1937–1991), deutscher Politiker (CDU) und Politikwissenschaftler, MdHB
- Müller, Martin (* 1956), deutscher Gitarrist
- Müller, Martin (* 1961), deutscher Maler und Kunstdesigner
- Müller, Martin (* 1964), deutscher Provinzialrömischer Archäologe
- Müller, Martin (* 1969), deutscher Film- und Theaterschauspieler
- Müller, Martin (* 1969), deutscher Wirtschaftswissenschaftler
- Müller, Martin (* 1974), deutscher Radrennfahrer
- Müller, Martin Paul (1872–1936), deutscher Maler und Grafiker
- Müller, Martin S. (* 1973), deutscher Kirchenmusiker, Komponist, Arrangeur, Chorleiter und Sänger
- Müller, Martin U., deutscher Journalist
- Müller, Martina (* 1980), deutsche FußballspielerinMartina Müller (* 1980)

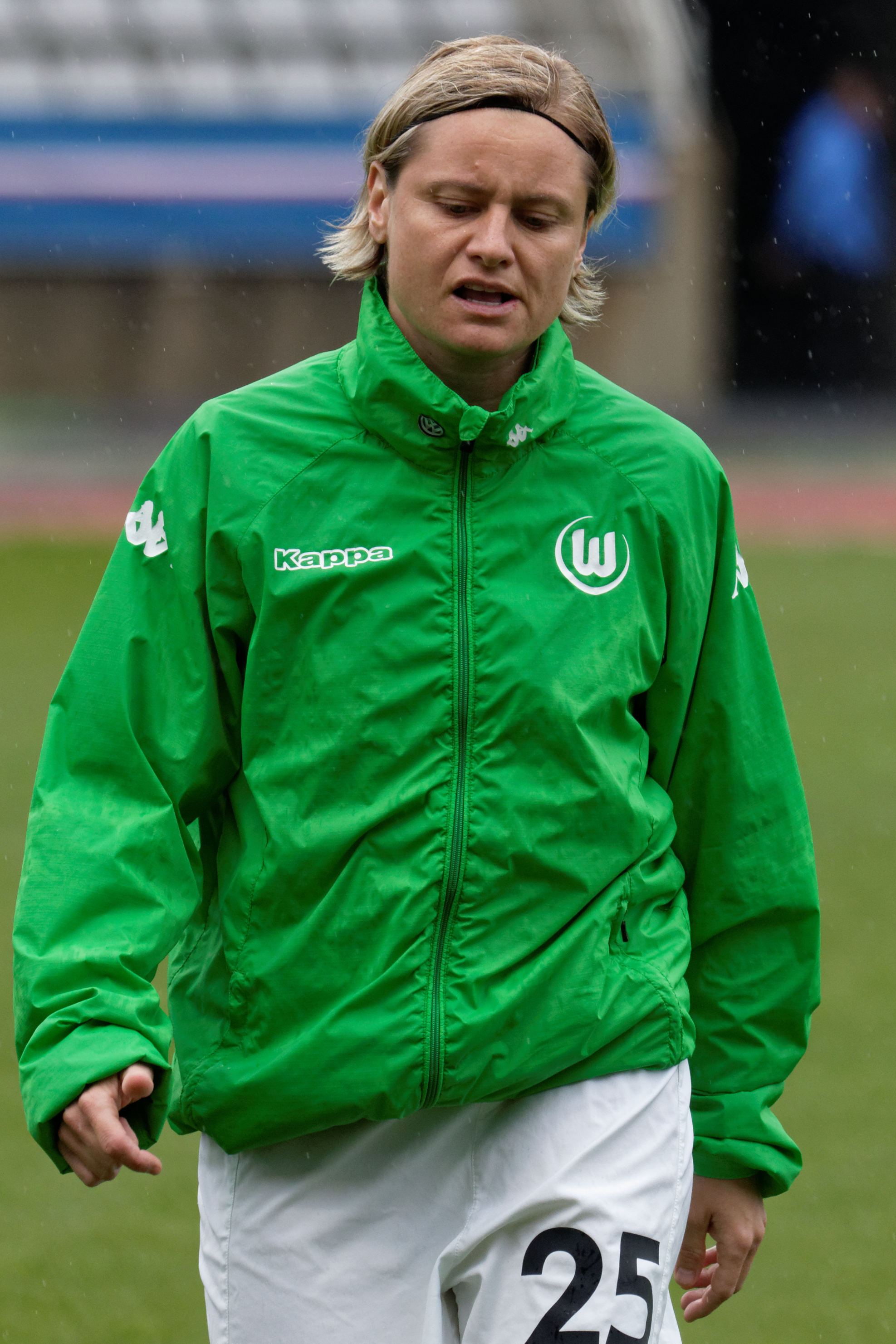
Martina Müller (* 1980)

- Müller, Martina (* 1982), deutsche Tennisspielerin
- Müller, Mary Ann (1820–1901), neuseeländische Lehrerin, Suffragette und eine der ersten Feministinnen in Neuseeland
- Müller, Mascha (* 1984), deutsche Film- und Theaterschauspielerin
- Müller, Matheus (1773–1847), deutscher Sektfabrikant
- Müller, Mathias (1770–1844), deutsch-österreichischer Klavier- und Orgelbauer
- Müller, Mathias (* 1970), Schweizer Politiker (SVP)
- Müller, Mathias (* 1982), Schweizer Politiker (Die Mitte)
- Müller, Mathias (* 1992), deutscher Hockeyspieler
- Müller, Mathias (* 1992), deutsch-österreichischer Eishockeyspieler
- Müller, Mathias F. (* 1968), österreichischer Kunsthistoriker, Publizist und Kunstpädagoge
- Müller, Mathilde (* 1837), deutsche Schriftstellerin
- Müller, Matthäus (* 1679), schweizerischer Tischler
- Müller, Matthäus († 1711), deutscher Formschneider, hingerichteter Falschmünzer
- Müller, Matthäus (1846–1925), römisch-katholischer Geistlicher und Pädagoge
- Müller, Matthias (* 1953), deutscher ManagerMatthias Müller (* 1953)

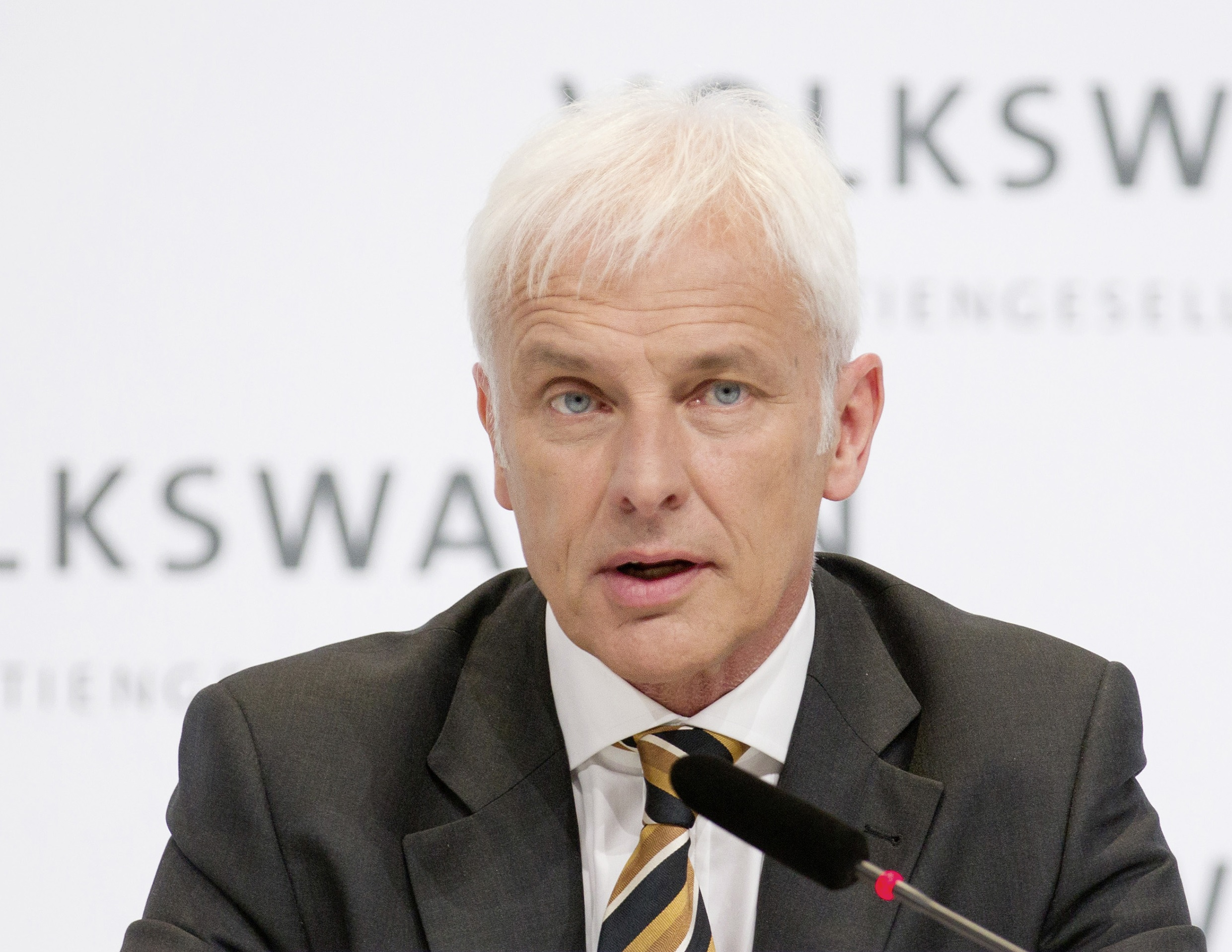
Matthias Müller (* 1953)

- Müller, Matthias (* 1954), deutscher Fußballspieler
- Müller, Matthias (* 1961), deutscher Filmemacher
- Müller, Matthias (* 1961), Schweizer Journalist und Schriftsteller
- Müller, Matthias (* 1963), deutscher Kunsthistoriker und Hochschullehrer
- Müller, Matthias (1964–2016), Schweizer Konzertveranstalter
- Müller, Matthias (* 1966), deutscher Organist, Pianist und Harmonist
- Müller, Matthias (* 1971), deutscher Jazzposaunist
- Müller, Matthias (* 1978), deutscher Fußballspieler
- Müller, Matthias (* 1982), Schweizer Orientierungsläufer
- Müller, Matthias (* 1992), Schweizer Politiker (Jungfreisinnige Schweiz)
- Müller, Maurice (* 1983), deutscher Politiker (Bündnis 90/Die Grünen), MdBB
- Müller, Maurice (* 1992), deutscher Fußballspieler
- Müller, Maurice Edmond (1918–2009), Schweizer Orthopäde und Chirurg
- Müller, Mauritius (1677–1745), Schweizer Geistlicher und Bibliothekar
- Müller, Max (1829–1896), deutscher Mediziner
- Müller, Max (1849–1910), deutscher Verleger
- Müller, Max (1874–1933), deutscher Politiker
- Müller, Max (1894–1980), Schweizer Psychiater
- Müller, Max (1899–1977), deutscher Politiker (KPD, SED), MdV
- Müller, Max (1901–1968), deutscher Mathematiker
- Müller, Max (1904–1987), deutscher Ingenieur und Unternehmer
- Müller, Max (1906–1994), deutscher Philosoph
- Müller, Max (1907–1987), Schweizer Politiker (FDP)
- Müller, Max (1916–2019), Schweizer Skilangläufer
- Müller, Max (1945–2021), deutscher Handballnationalspieler
- Müller, Max (* 1963), deutscher Musiker und Bandleader von Mutter
- Müller, Max (* 1965), österreichischer Schauspieler und Sänger (Bariton)
- Müller, Max (* 1994), deutscher Fußballspieler
- Müller, Max von (1841–1906), deutscher Jurist
- Müller, Max von (1887–1918), deutscher Jagdflieger im Ersten Weltkrieg
- Müller, Maximilian (* 1987), deutscher Hockeyspieler
- Müller, Maximilian A., deutscher Wirtschaftswissenschaftler und Hochschullehrer

### Muller, Me
- Müller, Meddi (* 1970), deutscher Feuerwehrmann, Schriftsteller, Verleger und Radiomoderator
- Müller, Melanie (* 1984), deutsche Politologin und Afrikaexpertin
- Müller, Melanie (* 1988), deutsche Reality-TV-Darstellerin und SchlagersängerinMelanie Müller (* 1988)

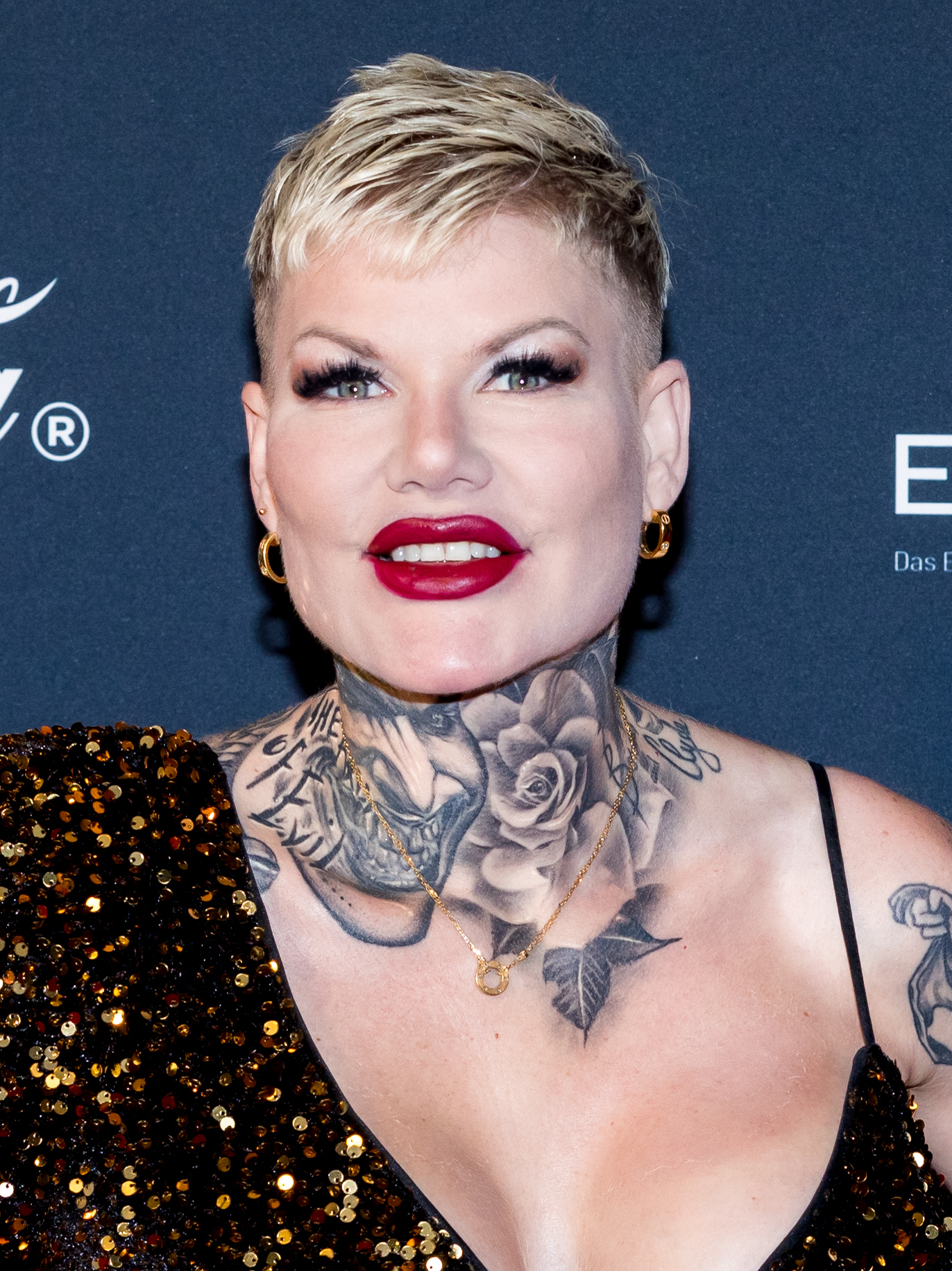
Melanie Müller (* 1988)

- Müller, Melanie (* 1996), Schweizer Fußballspielerin
- Müller, Melchior († 1672), Schweizer Glasmaler
- Müller, Melissa (* 1967), österreichische freie Journalistin und Schriftstellerin
- Müller, Mercedes (* 1996), deutsche Schauspielerin und Kickboxerin
- Müller, Merit (* 2000), deutsche Handballspielerin
- Muller, Mervin E. (1928–2018), US-amerikanischer Informatiker und Statistiker

### Muller, Mi
- Müller, Michael, Schweizer Glasmaler
- Müller, Michael (1604–1674), Dresdner Ratsherr und Bürgermeister
- Müller, Michael (1639–1702), deutscher evangelischer Theologe sowie Präses, Hochschullehrer, Kanzler, Rektor und Prorektor an der Universität Tübingen
- Müller, Michael (1673–1704), deutscher Dichter
- Müller, Michael (* 1795), deutscher Politiker
- Müller, Michael (1849–1914), deutscher Arzt und Heimatforscher
- Müller, Michael (1889–1970), deutscher katholischer Theologe
- Müller, Michael (* 1944), deutscher Fußballspieler
- Müller, Michael (* 1946), deutscher Kunst- und Architekturhistoriker
- Müller, Michael (* 1947), deutscher Politiker (FDP), MdL
- Müller, Michael (* 1948), deutscher Politiker (SPD), MdB
- Müller, Michael (1958–2014), deutscher Autor und Verleger
- Müller, Michael (* 1958), deutscher Medienwissenschaftler, Berater und Autor
- Müller, Michael (* 1958), deutscher Komiker und Darsteller
- Muller, Michael (* 1961), US-amerikanischer Fotograf
- Müller, Michael (* 1962), deutscher Forstwissenschaftler
- Müller, Michael (* 1964), deutscher Fußballspieler und Fußballtrainer
- Müller, Michael (* 1964), deutscher Politiker (SPD), Regierender Bürgermeister von Berlin, MdAMichael Müller (* 1964)

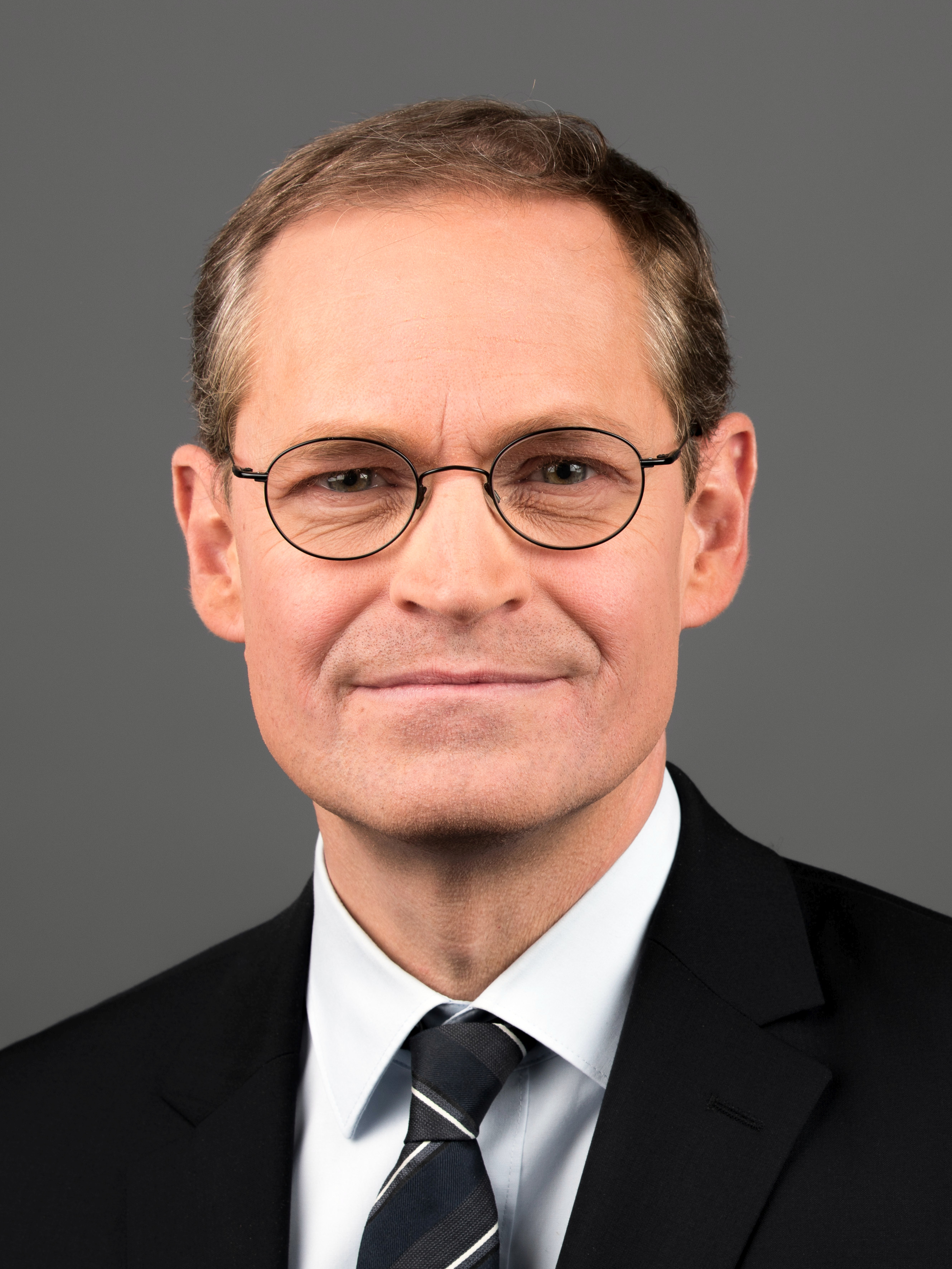
Michael Müller (* 1964)

- Müller, Michael (* 1970), deutsch-englischer Künstler
- Müller, Michael (1975–2009), deutscher rechtsextremer Liedermacher
- Müller, Michael (* 1976), österreichischer Bobfahrer
- Müller, Michael (* 1984), deutscher Handballspieler
- Müller, Michael (* 1987), deutscher Gewichtheber
- Müller, Michael (* 1989), deutscher Fußballspieler
- Müller, Michael (* 1993), deutscher Kanute
- Müller, Michael Franz Josef (1762–1848), deutscher Richter und Historiker
- Müller, Michael G. (* 1950), deutscher Historiker und Hochschullehrer
- Müller, Michael J. (* 1981), deutscher Theaterschauspieler
- Müller, Michaela (* 1972), Schweizer Animationsfilmerin und Künstlerin
- Müller, Michaela Maria (* 1974), deutsche Autorin und Journalistin
- Müller, Michał (* 1996), polnischer E-Sportler
- Müller, Michel (* 1964), Schweizer Geistlicher, Kirchenratspräsident der Reformierten Kirche Zürich
- Muller, Michel (* 1966), österreichisch-französischer Schauspieler
- Müller, Micheline (* 1997), Schweizer Unihockeyspielerin
- Müller, Michl (* 1972), deutscher Kabarettist und Musiker
- Muller, Mike (* 1949), südafrikanischer Ingenieur und Entwicklungsspezialist
- Müller, Mike (* 1963), Schweizer Komiker und SchauspielerMike Müller (* 1963)

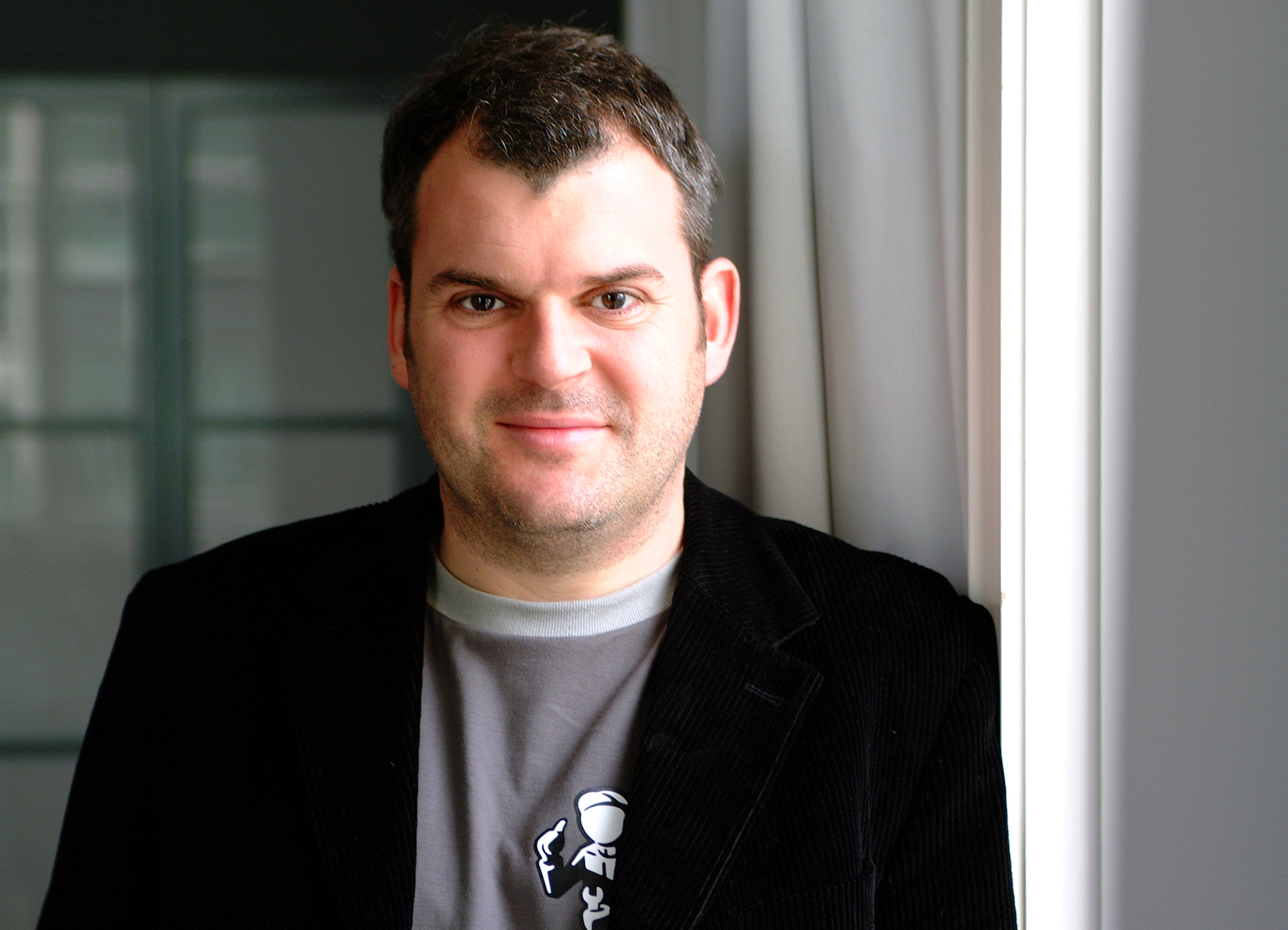
Mike Müller (* 1963)

- Muller, Mike (* 1971), US-amerikanischer Eishockeyspieler
- Müller, Miles (* 1995), deutscher Fußballspieler
- Müller, Mirco (* 1972), deutscher Sachbuchautor und CRM-Experte
- Müller, Mirco (* 1995), Schweizer Eishockeyspieler
- Müller, Mirko (* 1974), deutscher Eiskunstläufer

### Muller, Mo
- Müller, Mokka, deutsche Publizistin und Essayistin
- Müller, Mona Georgia (* 1995), deutsche Schauspielerin
- Müller, Monika (* 1947), deutsche Pädagogin und Therapeutin
- Müller, Monika (* 1969), Schweizer bildende Künstlerin
- Müller, Monika (* 1971), deutsche Synchronschwimmerin
- Müller, Monika (* 1974), deutsche Politikerin (SPD), Oberbürgermeisterin von Rastatt
- Müller, Monika E. (* 1965), deutsche Kunsthistorikerin
- Müller, Moritz (1806–1886), deutscher Theologe und Schriftsteller
- Müller, Moritz (1807–1865), deutscher Genremaler
- Müller, Moritz (1841–1899), deutscher Wild- und Jagdmaler
- Müller, Moritz (1868–1934), deutscher Wild- und Jagdmaler
- Müller, Moritz (* 1985), deutscher Schlagzeuger
- Müller, Moritz (* 1986), deutscher EishockeyspielerMoritz Müller (* 1986)

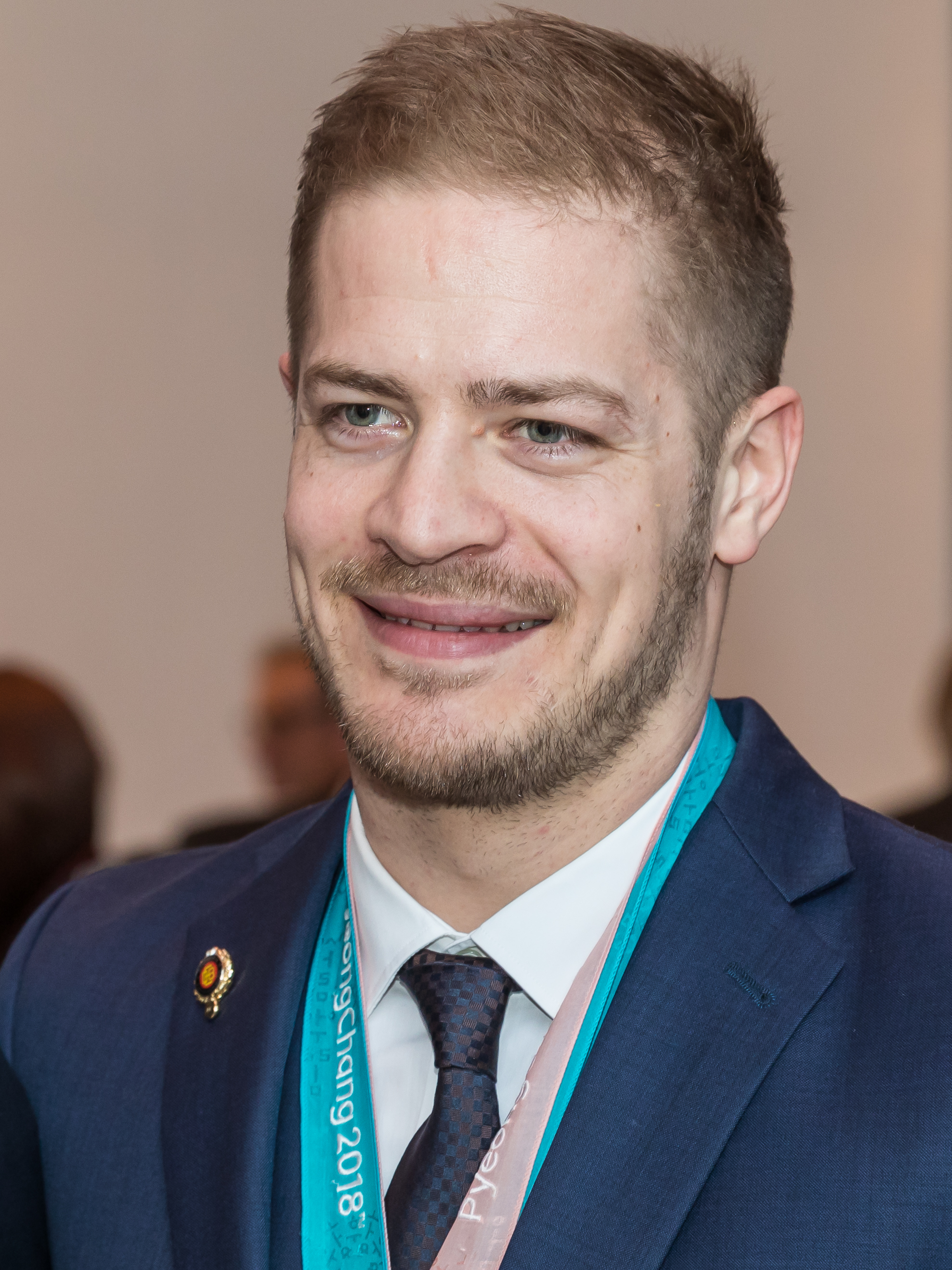
Moritz Müller (* 1986)

- Müller, Moritz (* 1988), deutscher Volleyballspieler
- Müller, Moritz Wilhelm (1784–1849), deutscher Mediziner und gilt als Pionier der Homöoepathie
- Müller, Morten (1828–1911), norwegischer Landschaftsmaler